# Обманка 2
Обманка II —  посёлок в Пермском крае России. Входит в Лысьвенский городской округ.

## Географическое положение
Посёлок расположен в северной части Лысьвенского городского округа в 10 километрах по прямой на северо-восток от границ города Лысьва. Поселок получил название по речке Обманка, притоке Вашкора, впадающего в Чусовую. Речка исчезает в известняковой скале и на протяжении 15 километров течет под землей. У её истока и расположен поселок Обманка 1, а у устья — Обманка 2.

## История
Посёлок начал строиться в 1937 году одновременно со строительством угольной шахты. Официально посёлок был основан в 1940 году. В конце 1958 года было принято решение о закрытии шахты в связи с низкой рентабельностью. Основным предприятием посёлка стал в 1970-е годы психоневрологический диспансер. Вторым предприятием в советское время был леспромхоз Свердловской железной дороги.
С 2004 до 2011 года посёлок входил в Лысьвенское городское поселение Лысьвенского муниципального района.

## Климат
Климат умеренно-континентальный. Среднегодовая температура воздуха равна: +1,7оС; продолжительность безморозного периода: 165 дней; средняя мощность снегового покрова: 50 см; средняя глубина промерзания почвы: 123 см. Устойчивый снежный покров сохраняется с первой декады ноября по последнюю декаду апреля. Средняя продолжительность снежного покрова 160—170 дней. Средняя из наибольших декадных высот снежного покрова за зиму — 50 см. Средняя максимальная температура самого жаркого месяца: + 24,4оС. Средняя температура самого холодного месяца: — 17,4оС.

## Население
| 2010 |
| ---- |
| 698  |

Постоянное население составляло 58 человек (57 % русские, татары 33 %) в 2002 году, 58 человек в 2010 году.